# الدنجاوية (عمل)

خريطة للدلتا في عهد الكور الكبرى تظهر فيها حدود الكورة

أعمال الدنجاوية هو تقسيم جُغرافي مصري استُحدث في الروك الصلاحي في عهد الدولة الأيوبية على أراضي كورة البجوم إحدى كور الوجه البحري في مصر، وكانت قاعدتها بلدة دنجواي. لكنها ألغيت في الروك الناصري وضمت هذه الأعمال إلى أعمال الغربية.

## نواحي أعمال الدنجاوية
عدّ الوزير الأسعد بن مماتي قرى تلك الأعمال في كتابه قوانين الدواوين، فذكر منها:

### نواحي لا زالت موجودة إلى اليوم
| المحافظة | المركز  | القرى                                              |
| -------- | ------- | -------------------------------------------------- |
| الدقهلية | بلقاس   | الميما والمعسكر · دملوس · معصرة بلقونة             |
| الدقهلية | شربين   | دنجويه · الأحمدية · شربين · رأس الخليج · منية دبوس |
| دمياط    | كفر سعد | خلجان سليمان                                       |

### نواحي اندثرت مُحدّدة الموقع
- البسراطيين، كانت من كفور الميما والمعسكر.[2]
- البيطون[2] محلها اليوم «حوض بطن البقرة» التابع لناحية بسنديلة.[8]
- المنشية الكبرى، وأنها من توابع بيت آدم،[2] ومحلها اليوم «حوض المنشية» التابع لناحية بسنديلة.[8]
- منشية بن الكرديدي[4] محلها اليوم «حوض المنشية» التابع لناحية كفر الدبوسي.[9]
- منشية فرج[4] محلها اليوم «حوض المنشية» التابع لناحية دنجواي.[9]

### نواحي اندثرت مجهولة الموقع
- البجوم،[2] وكانت قديمًا قاعدة كورة البجوم إحدى كور مصر القديمة.[10]
- البسراط[2]
- الكوم الأخضر[2]
- دبيق، ذكرها ابن مماتي في الأعمال الدنجاوية[3] وابن الجيعان في أعمال الغربية.[11]
- ساحل دبكرو[12]
- سنسا[12]
- كوم شركلا[13]
- منية الأخلاف، ذكرها ابن مماتي في أعمال الدنجاوية،[4] وابن الجيعان في أعمال الغربية.[14]
- منية حجاج[4]
- نتربون[15]
- نجرون، ذكرها ابن مماتي في أعمال الدنجاوية،[15] وابن الجيعان في أعمال الغربية.[16]